# Johan Fredrik Eugène Åberg
Johan Fredrik Eugène Åberg, född den 28 september 1836 i Stockholm, död där den 28 september 1888, var en svensk militär. 
Åberg blev underlöjtnant vid Värmlands fältjägarregemente 1856, löjtnant vid Topografiska kåren 1862 och kapten där 1871. Han övergick som kapten till Generalstaben 1873, blev major där 1877 och överstelöjtnant där 1886. Åberg invaldes som ledamot av Krigsvetenskapsakademien 1880. Han blev riddare av Svärdsorden 1877. Åberg vilar på Norra begravningsplatsen utanför Stockholm.